# القمة الإسلامية 1991
مؤتمر القمة الإسلامي السادس (11 - 9 ديسمبر ‌‌1991م)، عُقد في دكار بجمهورية السنغال.

## أبرز القرارات
- إدانة الأعمال غير الشرعية، التي ارتكبتها قوات النظام العراقي في دولة الكويت، فضلًا عن العدوان الغاشم ضد المملكة العربية السعودية، بغزو أراضيها ومجالها الجوي.
- دعم البنك الإسلامي للتنمية وزيادة رأس المال الخاص به.